# Liste du patrimoine culturel immatériel de l'humanité au Bangladesh
Cet article recense les pratiques inscrites au patrimoine culturel immatériel au Bangladesh.

## Statistiques
Le Bangladesh ratifie la convention pour la sauvegarde du patrimoine culturel immatériel le 11 juin 2009. La première pratique protégée est inscrite en 2008.
En 2023, le Bangladesh compte 5 éléments inscrits au patrimoine culturel immatériel, tous sur la liste représentative.

## Listes

### Liste représentative
Les éléments suivants sont inscrits sur la liste représentative du patrimoine culturel immatériel de l'humanité :
| Élément                                                | Type                                              | Subdivision | Année | Lien  | Notes | Illus. |
| ------------------------------------------------------ | ------------------------------------------------- | ----------- | ----- | ----- | ----- | ------ |
| Les chants des Baul                                    | arts du spectacle                                 |             | 2008  | 00107 |       |        |
| L'art traditionnel du tissage jamdani                  | savoir-faire liés à l’artisanat traditionnel      | Dhaka       | 2013  | 00879 |       |        |
| La Mangal Shobhajatra du Pahela Baishakh (en)          | pratiques sociales, rituels et événements festifs | Dacca       | 2016  | 01091 |       |        |
| L'art traditionnel du tissage de shital pati de Sylhet | savoir-faire liés à l’artisanat traditionnel      | Sylhet      | 2017  | 01112 |       |        |
| Les rickshaws et la peinture sur rickshaw à Dhaka      | savoir-faire liés à l'artisanat traditionnel      | Dacca       | 2023  | 01589 |       |        |

### Patrimoine immatériel nécessitant une sauvegarde urgente
Le Bangladesh ne compte aucun élément listé sur la liste du patrimoine immatériel nécessitant une sauvegarde urgente.

### Registre des meilleures pratiques de sauvegarde
Le Bangladesh ne compte aucune pratique listée au registre des meilleures pratiques de sauvegarde.